# عمل 22 سبتمبر 1914
كان عمل 22 سبتمبر 1914 هجوما شنته الغواصة الألمانية يو-9 خلال الحرب العالمية الأولى. وقد أغرقت يو-9 ثلاث طرادات بحرية ملكية من سرب الطراد السابع، والتي كان يديرها أساسا جنود احتياط، ويشار إليها أحيانا باسم سرب الطعم الحي، أثناء قيامها بدوريات في بحر الشمال الجنوبي.
بدأت السفن المحايدة وسفن الصيد المجاورة في إنقاذ الناجين، لكن حوالي 1،450 بحارا بريطانيا قتلوا، والعديد منهم كانوا من جنود الاحتياط مع عائلات؛ كان هناك احتجاج عام في بريطانيا على الخسائر. وقد أدى الإغراق إلى تآكل الثقة في الحكومة البريطانية وأضر بسمعة البحرية الملكية عندما كانت العديد من الدول لا تزال غير واثقة من الانحياز إلى جانب في الحرب.

## وصلات خارجية
- Loss of HMS Aboukir, Cressy and Hogue